# Natasha Maurits
Natasha (Natalia Maria) Maurits (Voorburg, 1971) is een Nederlands hoogleraar in de neuro-engineering en toegepaste wiskunde. Zij werkt bij de afdeling neurologie van het Universitair Medisch Centrum Groningen. 

## Biografie
Maurits volgde haar middelbareschoolopleiding tussen 1985 en 1989 aan het Dr. Nassau College in Assen. Daarna studeerde zij aan de Universiteit Groningen, waar zij in 1994 een master behaalde in de numerieke en toegepaste wiskunde. Zij studeerde ook technische mechanica.
Daarna promoveerde zij aan dezelfde universiteit op een proefschrift met de titel Mathematical modeling of complex systems – microphase separation dynamics in polymer liquids, (1998). Ze kreeg er in 1998/99 tevens een post-doc aanstelling op het gebied van biofysische chemie. Zij kreeg ten slotte een aanstelling aan het UMCG, en werd daar in 2011 tot hoogleraar benoemd. 
Zij was ook "visiting professor" aan de University of Strathclyde (2013-2019) en heeft dezelfde aanstelling de University of Lincoln (vanaf 2018). Vanaf 2018 is ze ook aan het  Groningse ziekenhuis de Chief Scientific Information Officer. 

## Onderzoek
Maurits vertaalt in haar onderzoek een probleem uit de neurologiepraktijk naar een fysisch-mathematisch probleem. Ze probeert daar met wiskundige technieken een oplossing te vinden en die oplossing weer terug te vertalen naar de neurologie, zodat die kan worden toegepast bij de diagnose en bij de voorspelling van het verloop van de ziekte.
In 2013 deed Maurits onderzoek naar essentiële tremor, een trilling die optreden als mensen iets doen, en die in families voorkomt. Daarbij onderzocht Maurits patiënten die goed reageerden op het geneesmiddel propanolol en wat er in hun hersenen gebeurde als ze dat middel innamen. Tevens werden hersenscans gemaakt tijdens het trillen, waarbij tevens de spieractiviteit werd gemeten, om te kijken welke netwerken in de hersenen betrokken zijn bij het trillen. Het onderzoek werd gefinancierd door het Prinses Beatrix Spierfonds.
In 2017 deed ze onderzoek naar ataxi.
Maurits voerde in 2023 vooral onderzoek uit op het gebied van de klinische neuro-engineering met speciale aandacht voor de analyse van biomedische signalen, multimodale neuro-imaging en het opnemen van hoge-dichtheid-EEG, dat wil zeggen met veel elektroden. Daarbij visualiseert zij meerdimensionale gegevens en onderzoekt ze de mogelijkheden om diagnose en monitoring uit te voeren in de thuissituatie. 
Haar onderzoek heeft brede toepassingen in de neurologie, onder meer bij de studie van bewegingsstoornissen, neuromusculaire aandoeningen, dementie, beroertes en gevolgen van trauma's in de hersenen. Ook kent haar werk toepassingen in processen in de hersenen die te maken hebben met cognitie (kennis, beoordelingsvermogen, etc) zoals gezond ouder worden en dyslexie.

## Nevenfuncties
Maurits is senior lid van IEEE en is lid van de Adviesraad van de School of Mathematics van de Universiteit Groningen (UoG) en de Wetenschappelijke Adviesraad van de Lincoln School of Mathematics and Physics in het Verenigd Koninkrijk. Ze is voorzitter bij het Nederlandse Congres Biomedische Techniek. Ook is zij lid van het Landelijk Netwerk Vrouwelijk Hoogleraren.

## Boeken
- Signalen van prikkeling: De geschiedenis van de Klinische Neurofysiologie in het Universitair Medisch Centrum Groningen 1949-2009, met M.J. van Lieburg
- From neurology to methodology and back: an introduction to clinical neuroengineering (2012), Springer
- Math for scientists: refreshing the essentials (2017), Springer, met Branislava Ćurčić-Blake.

## Wetenswaardigheden
In haar vrije tijd houdt Maurits zich bezig met schilderen en fotografie.